# Quận của tỉnh Guadeloupe
2 quận của tỉnh Guadeloupe gồm:
1. Quận Basse-Terre, (tỉnh lỵ của tỉnh Guadeloupe: Basse-Terre) với 17 tổng và 18 xã. Dân số của quận này là 152.978 người năm 1990, 175.691 người năm 1999, tăng trưởng dân số là 14.85%.
2. Quận Pointe-à-Pitre, (quận lỵ: Pointe-à-Pitre) với 23 tổng và 14 xã. Dân số của quận này là 200.453 người năm 1990, và 210.875 người năm 1999, tăng trưởng dân số là 5.2%.

Guadeloupe formerly had a third arrondissement, Quận Saint-Martin-Saint-Barthélemy, (quận lỵ: Saint-Martin) với 3 tổng và 2 xã, but this arrondissement ceased to exist when xã of Saint-Martin và Saint-Barthélemy were officially detached from Guadeloupe on February 22, 2007.